# Eeneiige tweeling

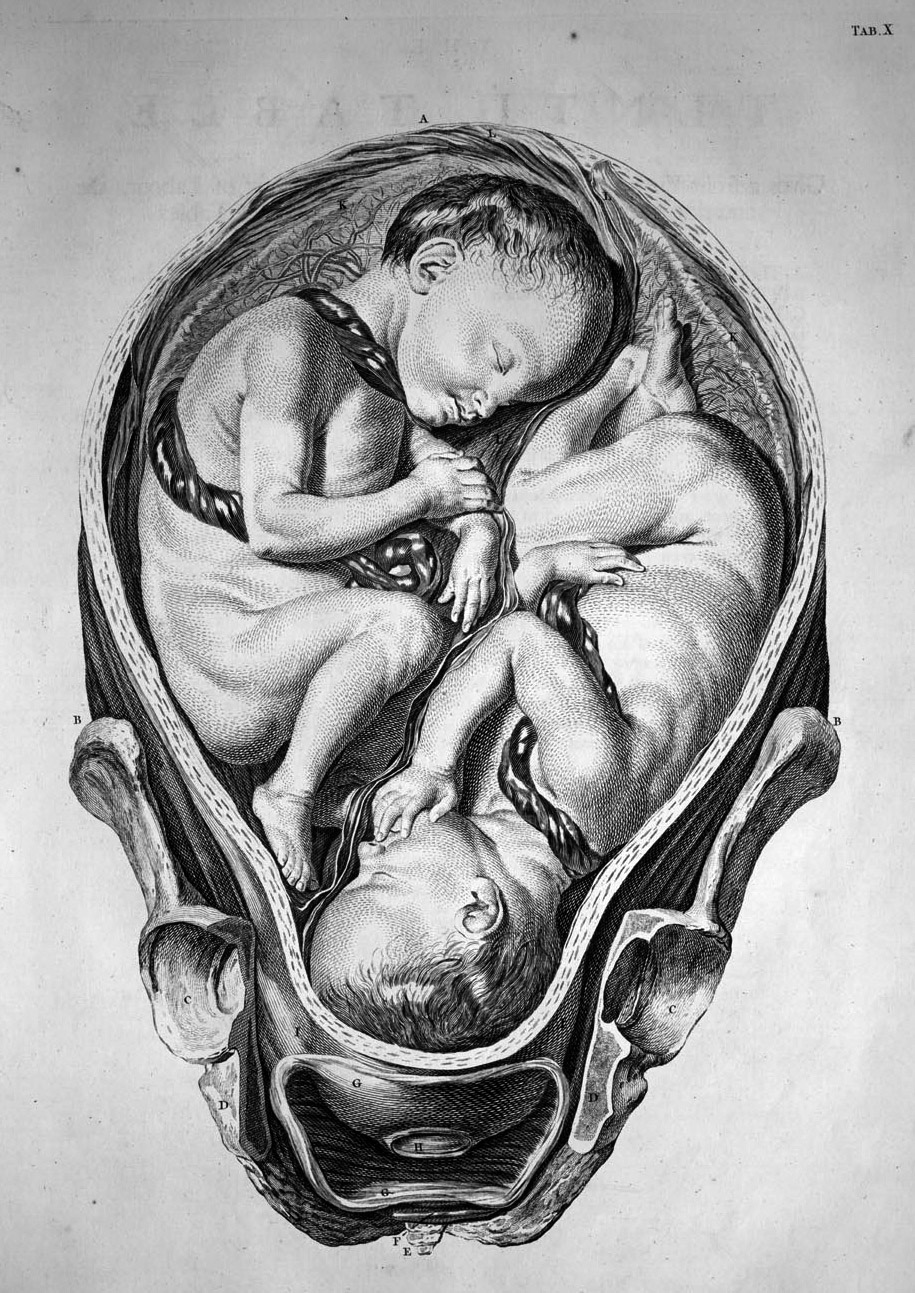
Een tweeling tijdens de zwangerschap

Een eeneiige (monozygote) tweeling ontstaat doordat er niet, zoals normaal gesproken, een enkel embryo ontstaat uit celdelingen van de bevruchte eicel, maar bij een van de eerste delingen twee losse groepjes cellen ontstaan die ieder uitgroeien tot een apart embryo. Dit fenomeen wordt waarschijnlijk veroorzaakt doordat de blastocyste te snel groeit en de groepjes cellen uit elkaar trekt. Het vormen van een eeneiige tweeling komt in ongeveer 1 op 250 zwangerschappen voor.

## Ontstaan
In 2024 observeerden onderzoekers van de Universiteit Maastricht, verbonden aan het MERLN Institute for Technology-Inspired Regenerative Medicine, voor het eerst hoe een eeneiige tweeling ontstaat. Dat gebeurde door een buiten de baarmoeder ontstane synthetische embryostructuur (blastocyste), gekweekt uit louter stamcellen, te bestuderen met behulp van high-throughput screening, een geavanceerde onderzoeksmethode. Daarbij doet zich, bij een versnelde uitzetting van de blastocyste, een splitsing van het embryo voor; de eerste fase van het ontstaan van een eeneiige tweeling. De ontdekking werd bekendgemaakt door MERLN-oprichter Clemens van Blitterswijk en onderzoeksleider Erik Vrij, en verscheen in het wetenschappelijk tijdschrift Advanced Materials.

## DNA
Het verschijnsel dat uit een bevruchte eicel meerdere embryo's ontstaan heet polyembryonie. Doordat het DNA van de embryo's (vrijwel in zijn geheel) precies gelijk is, doordat ze uit dezelfde bevruchte eicel komen, zijn deze individuen genetisch identiek aan elkaar. De twee personen van een eeneiige tweeling zijn dus ook van hetzelfde geslacht, al komt het in zeer uitzonderlijke gevallen voor dat een eeneiige tweeling van verschillend geslacht is. Een verschillend geslacht is meestal het gevolg van de oneven splitsing van een zygote met het syndroom van Klinefelter (XXY). In zeldzame gevallen (0,8 per 1 miljoen tweelingzwangerschappen) resulteert dit in tweelingen van wie een van de individuen een man is met een X- en een Y-chromosoom en de ander een vrouw met maar één X-chromosoom (XO) en dus lijdt aan het syndroom van Turner. 
Het uiterlijk is hetzelfde, hoewel gespiegeld ook veel voorkomt. Denk hierbij aan een bepaald kenmerk dat bij het ene kind links zit en bij het andere kind rechts. Bijvoorbeeld een kruin. Ook kan het voorkomen dat het ene kind linkshandig is en het andere rechtshandig. In extremere gevallen zijn zelfs de organen gespiegeld. Hierbij wijst de punt van het hart bij het ene kind gewoon naar links terwijl het bij het andere kind naar rechts wijst. Ook lever en andere organen zijn dan gespiegeld.

## Identiek

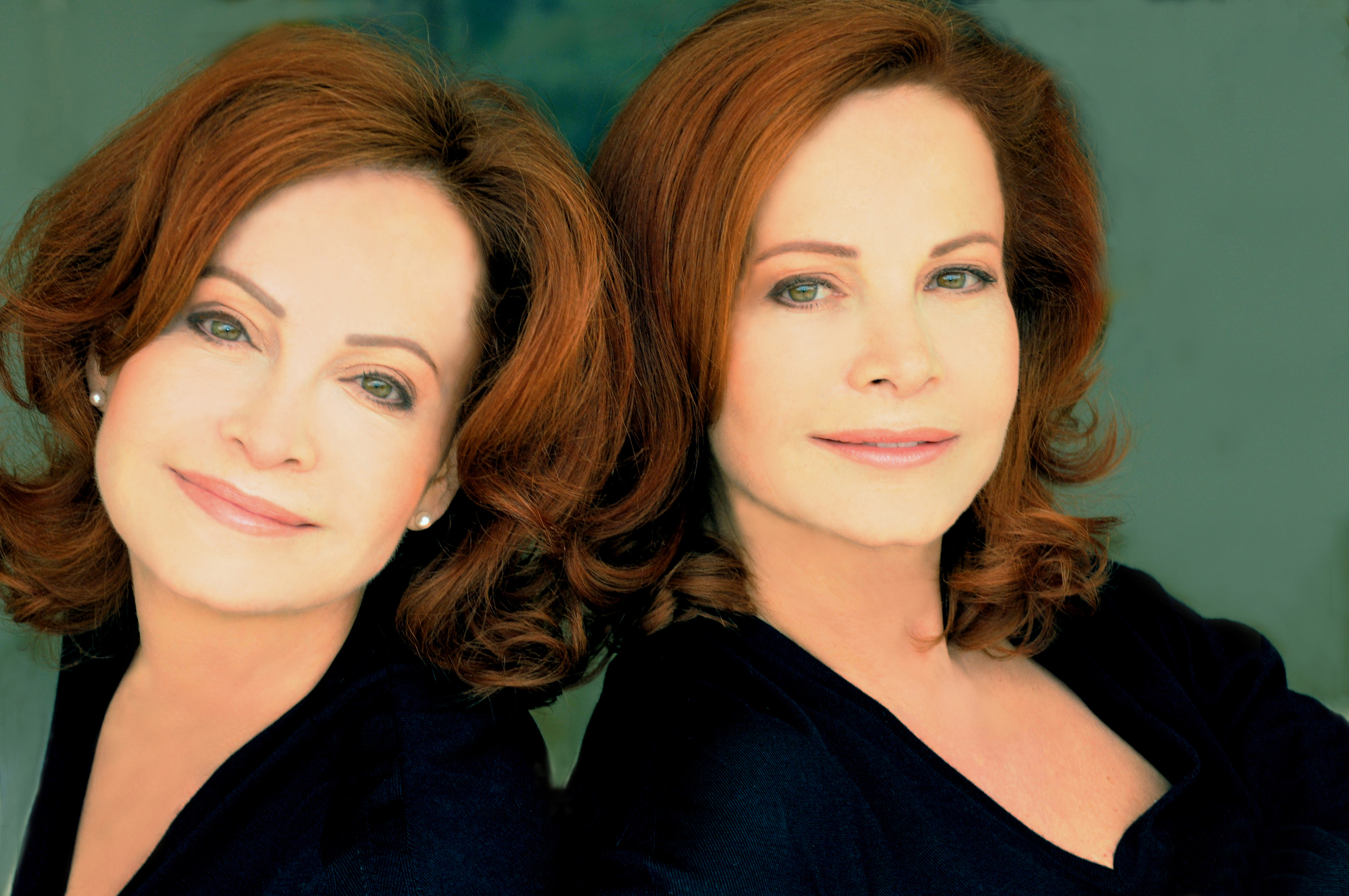
eeneiïge tweelingzussen

Een eeneiige tweeling wordt vaak een identieke tweeling genoemd. Genetisch zijn ze nochtans heel licht verschillend, omdat zich in de vroege ontwikkeling gemiddeld 5,2 mutaties voordoen (op drie miljard basenparen). Meestal zal dit nauwelijks of geen effect hebben. Wel zullen er door de invloed van de omgeving verschillen ontstaan. Zo kan het ene kind bijvoorbeeld zwaarder zijn dan het andere en kunnen er groeiverschillen zijn. 
Vlak na de geboorte is vaak een individu van de tweeling groter dan de ander. Dit kan komen door verschil in voedselopname in de baarmoeder of gebrek aan ruimte. Vaak wordt de groeiachterstand in de loop van de tijd wel ingehaald. Eveneens is het mogelijk dat bij een eeneiige tweeling een van de twee een aangeboren afwijking heeft. Dit heeft dan niets te maken met het genetisch materiaal, maar puur met de individuele ontwikkeling van het embryo.

## Forensische gevolgen
In het forensisch onderzoek heeft het genetisch verschil een grote invloed gehad. De vingerafdrukken van eeneiige tweelingen zijn meestal identiek en in een standaard DNA onderzoek lijken ook hun DNA profielen hetzelfde. De mogelijkheid om op een eenvoudige wijze de minieme genetische verschillen tussen de tweelingen te bepalen heeft het onderzoek veel eenvoudiger gemaakt. Vooral in situaties waarbij de ene tweeling bewust de identiteit van de andere tweeling probeert te gebruiken om strafbare feiten te plegen, is dit nu een uitkomst. 

## Placenta
In ruim 20% van de gevallen heeft een monozygote tweeling een dichoriale placenta. Dit wil zeggen dat elke baby zijn of haar eigen placentadeel heeft. Dichoriniciteit betekent een betere prognose voor de tweeling. Het is afhankelijk van het tijdstip van de splitsing van de tweeling hoe de placenta en de vruchtzak eruit gaan zien. Ongeveer een derde van de monozygote tweelingen splitst zich vóór de vierde of vijfde dag. In dit geval ontstaat een dichoriale diamniotische tweeling (net zoals bij alle twee-eiige tweelingen het geval is). Wanneer de splitsing tussen de vierde en tiende dag plaatsvindt ontstaat een monochoriale diamniotische tweeling (het meest voorkomend). Dit wil zeggen: een tweeling die één placenta deelt maar de kinderen bevinden zich in aparte vruchtzakken (diamniotisch; twee vruchtzakken). Een splitsing na de tiende dag is zeldzaam en resulteert ook in één gemeenschappelijke placenta en één vruchtzak. In extreme gevallen zijn de kinderen deels vergroeid, ook wel bekend als Siamese tweeling.